# Wesley Kreder
Wesley Kreder (Leiden, 4 november 1990) is een Nederlands voormalig wielrenner die reed voor onder meer Vacansoleil-DCM, Roompot, Wanty-Gobert en Cofidis. 

## Biografie
Kreder begon al vroeg met fietsen. In 2002 reed hij op 12-jarige leeftijd samen met Erwin Vervecken de Koppelcross van de Nacht van Woerden. Concurrenten waren onder meer Jasper Ockeloen, Michael Vingerling en Wouter Wippert.
Namens Rabobank Continental Team won Kreder in 2010 de Ronde van Midden-Nederland en de Baronie Breda Classic. In 2011 werd hij, achter Ramon Sinkeldam en Maurits Lammertink, derde op het nationale kampioenschap voor beloften en maakte hij deel uit van de selectie die de ploegentijdrit in de Ronde van León won. Eind 2012 mocht hij stage lopen bij Vacansoleil-DCM. Tijdens die stageperiode won hij de door hevige regen met veertig kilometer ingekorte Ronde van de Vendée. na zijn stage werd hij in 2013 prof bij Vacansoleil-DCM. Toen dit team aan het eind van dat jaar ophield te bestaan stapte Kreder over naar Wanty-Groupe Gobert. In dat jaar werd hij derde op het Nederlands kampioenschap wielrennen op de weg, achter Sebastian Langeveld en Niki Terpstra.
Tussen 2015 en 2016 reed Wesley Kreder samen met zijn neven Michel en Raymond Kreder voor de ploeg Roompot Oranje Peloton, waar zijn broer Dennis mecanicien was. In 2016 won Kreder de tweede etappe van de Ster ZLM Toer, de voorbereidingskoers voor sprinters op de Ronde van Frankrijk. Vanuit de start sprong hij weg met Twan van den Brand, Merijn Korevaar en ook Jasper Hamelink, die pas laat afhaakte. Na 186 kilometer koers hield het drietal tien seconden over op het peloton en was Kreder het sterkste in de sprint.
In 2017 keerde Wesley Kreder terug naar Wanty-Gobert om deel uit te maken van de sprinttrein. In 2021 maakte hij namens die ploeg zijn debuut in de Rondes van Italië en Spanje. De per uitzondering in oktober verreden Parijs-Roubaix 2021 was de laatste wedstrijd voor de ploeg. In de aanloop naar het bos van Wallers werd hij door een andere renner in een val meegenomen, met als gevolg een gebroken rib en klaplong.
In 2022 stapte Kreder over naar Cofidis, waar hij kon werken voor Guillaume Martin, zijn eerdere ploeggenoot bij Wanty-Gobert. Begin augustus 2023 brak Kreder een sleutelbeen bij een massale valpartij in het peloton in de Ronde van Polen. Later die maand werd hij getroffen door een hartstilstand, waarna een nieuwe periode van herstel startte. Twee maanden later stopte hij op doktersadvies met professioneel wielrennen.

## Palmares

### Baanwielrennen
| Jaar     | NK          | EK       | WK       | Overig   |
| Junioren | Junioren    | Junioren | Junioren | Junioren |
| -------- | ----------- | -------- | -------- | -------- |
| 2007     | puntenkoers |          |          |          |
| Elite    |             |          |          |          |
| 2014     | scratch     |          |          |          |

### Wegwielrennen

#### Overwinningen
2008
3e etappe Trophee Centre Morbihan
1e etappe deel B Ronde des Vallées
2010
Ronde van Midden-Nederland
Baronie Breda Classic
2011
3e etappe Ronde van León (ploegentijdrit)
2012
Ronde van de Vendée
2016
1e etappe Ster ZLM Toer
2018
Izegem Koers

## Resultaten in voornaamste wedstrijden
| Jaar | Ronde van Italië | Ronde van Frankrijk | Ronde van Spanje |
| ---- | ---------------- | ------------------- | ---------------- |
| 2012 |                  |                     |                  |
| 2013 |                  |                     |                  |
| 2014 |                  |                     |                  |
| 2015 |                  |                     |                  |
| 2016 |                  |                     |                  |
| 2017 |                  |                     |                  |
| 2018 |                  |                     |                  |
| 2019 |                  |                     |                  |
| 2020 |                  |                     |                  |
| 2021 | 128e             |                     | 110e             |
| 2022 | 139e             |                     |                  |
| 2023 |                  |                     |                  |

| Jaar | Gent-Wevelgem | Ronde van Vlaanderen | Parijs-Roubaix | Amstel Gold Race | Parijs-Tours | Omloop Het Nieuwsblad |
| ---- | ------------- | -------------------- | -------------- | ---------------- | ------------ | --------------------- |
| 2012 |               |                      |                |                  | 95e          |                       |
| 2013 |               |                      | 91e            |                  |              |                       |
| 2014 | 106e          |                      | 104e           |                  |              | 69e                   |
| 2015 |               | 66e                  |                |                  | 87e          | 13e                   |
| 2016 | 78e           | opgave               |                |                  |              | opgave                |
| 2017 | 102e          | 93e                  | 80e            |                  |              | 114e                  |
| 2018 |               |                      |                |                  |              | opgave                |
| 2019 |               |                      | 38e            | opgave           |              | opgave                |
| 2020 |               |                      |                |                  | 25e          |                       |
| 2021 |               | 106e                 | opgave         |                  |              |                       |
| 2022 | 76e           |                      |                |                  |              |                       |
| 2023 | 73e           | opgave               | 61e            |                  |              | opgave                |

## Ploegen
- 2009 –  Van Vliet-EBH Elshof
- 2010 –  Rabobank Continental Team
- 2011 –  Rabobank Continental Team
- 2012 –  Rabobank Continental Team
- 2012 –  Vacansoleil-DCM Pro Cycling Team (stagiair vanaf 15 augustus)
- 2013 –  Vacansoleil-DCM Pro Cycling Team
- 2014 –  Wanty-Groupe Gobert
- 2015 –  Roompot Oranje Peloton
- 2016 –  Roompot-Oranje Peloton
- 2017 –  Wanty-Groupe Gobert
- 2018 –  Wanty-Groupe Gobert
- 2019 –  Wanty-Groupe Gobert
- 2020 –  Circus-Wanty-Gobert
- 2021 –  Intermarché-Wanty-Gobert Matériaux
- 2022 –  Cofidis
- 2023 –  Cofidis

Wielerploegen van Wesley Kreder
Adams (tot 25/08) ·
Boeve ·
Bol ·
Bovenhuis ·
Bulgaç ·
van Geffen (tot 09/05) ·
Hofland ·
Keizer ·
Kelderman ·
Kreder · 
van der Lijke ·
Markus ·
Ockeloen ·
van Poppel ·
Sinkeldam ·
Slagter ·
Vermeltfoort ·
Vrijmoed
Asselman ·
van Baarle ·
Bol ·
Boskamp ·
Bovenhuis ·
Bulgaç ·
Dennis ·
Dumoulin ·
Goos ·
Hofland ·
Kelderman ·
Kreder · 
van der Lijke ·
Markus ·
Olivier ·
Riesebeek ·
Sinkeldam
van Baarle ·
Boskamp ·
Bovenhuis ·
Goos ·
Hofland ·
Huizenga ·
Kreder (tot 31/07) · 
van der Lijke ·
van Poppel ·
Megens ·
Minnaard ·
Olivier ·
Riesebeek ·
Slik ·
Tusveld ·
Zabel ·
Zepuntke
Boeckmans ·
Carrara · 
De Gendt · 
Denifl ·
Devolder · 
Feillu · 
Hoogerland ·
van Hummel ·
Keizer ·
Lagoetin ·
Larsson · 
Leukemans ·
Ligthart ·
Lindeman ·
Marcato ·
Marczyński ·
Markus ·
Mol · 
Morajko · 
Mortensen ·
Novikov ·
Pavarin ·
Poels ·
Ruijgh ·
Selvaggi · 
Valls · 
Van Impe ·
Veuchelen · 
Westra ·
Hamelink (stagiair) ·
Kreder (stagiair) · 
Lammertink (stagiair) · 
Wauters (stagiair)
Boeckmans ·
Bole ·
De Gendt ·  
Feillu · 
Flecha · 
Hoogerland ·
van Hummel ·
Keizer ·
Kreder ·
Lagoetin ·
Lammertink · 
Leukemans ·
Ligthart ·
Lindeman ·
Marcato ·
Marczyński ·
Markus ·
Mol · 
Novikov ·
Poels ·
B. van Poppel · 
D. van Poppel · 
Ruijgh ·
Rujano (tot 30/06) ·
Selvaggi · 
Valls · 
Veuchelen · 
Wauters ·
Westra
Backaert · Baugnies · De Greef · De Troyer · De Vreese · Degand · Drucker · Ghyselinck · Gilbert · Habeaux · Jans · M. Kreder · W. Kreder · Leukemans · Minnaard · Napolitano · Robert · Seeldraeyers · Selvaggi · Sijmens · Van Melsen · Vanlandschoot · Veuchelen · Maes (stagiair) · Seynaeve (stagiair)
Asselman · Duijn · van Empel · van Ginneken · van Goethem · Groenewegen · Honig · Hoogerland · Kerkhof · M. Kreder · R. Kreder · W. Kreder · Lammertink · Looij · de Maar · Slik · Terpstra · de Vries
Antonini · Backaert · Baugnies · Degand · Dehaes · Devriendt · Doubey · Kreder · Levarlet · Martin · McNally · Meurisse · Minnaard · Napolitano · Offredo · Pasqualon · Smith · Stenuit · Van Keirsbulck · Van Melsen · Vanspeybrouck · Veuchelen · Dhaene (stagiair) · Gibbons (stagiair) · de Laat (stagiair)
Antonini · Backaert · Baugnies · De Clercq · Degand · Devriendt · Doubey · Dupont · Eiking · Kreder · Martin · McNally · Meurisse · Minnaard · Offredo · Pasqualon · Smith · Vallée · Van Keirsbulck · Van Melsen · Vanspeybrouck
Bakelants · Bellicaud · De Gendt · De Plus · De Winter · Delacroix · Devriendt · Eiking · Evans · Hermans · Hirt · van der Hoorn · van Kessel · Koch · Kreder · Lammertink · Meintjes · Minali · Pasqualon · Petilli · Planckaert · B. van Poppel · D. van Poppel · Rota · Taaramäe · Van Melsen · Vanspeybrouck · Vliegen · Zimmermann · Girmay (stagiair) · Daemen (stagiair) · De Pooter (stagiair) · Jarnet (stagiair)
Allegaert · Armée · Bidard · Bohli · Carvalho · Champion · Cimolai · Consonni · Coquard · Delettre · Fernández · Finé · Geschke · Jesús Herrada · José Herrada · Izagirre · Kreder · Lafay · Martin · Perez · Périchon · Renard · Rochas · Sajnok · Thomas · Toumire · Vanbilsen · Villella · Wallays · Walscheid · Zingle · Kolze Changizi (stagiair) · Lecamus-Lambert (stagiair) · Wood (stagiair)
Allegaert · Bidard · Carvalho · Champion · Cimolai · Consonni · Coquard · Delettre · Fernández · Finé · Geschke · Jesús Herrada · José Herrada · Izagirre · Kreder · Lafay · Lastra · Mariault · Martin · Noppe · Perez · Périchon · Renard · Rochas · Thomas · Toumire · Wallays · Walscheid · Wood · Zingle · Gudnitz (stagiair) · Knight (stagiair) · Larmet (stagiair)